# Arriba-Atallo
Arriba-Atallo (Arribe-Atallu en euskera y de forma oficial) es un concejo de la Comunidad Foral de Navarra, España perteneciente al municipio de Araiz e integrado por las localidades de Arriba y Atallo.
Está situado en la Merindad de Pamplona, en la comarca de Norte de Aralar, y a 44,5 km de la capital de la comunidad, Pamplona. Su población en 2014 fue de 247 habitantes (INE), su superficie es de 16,81 km² y su densidad de población de 14,69 hab/km².

## Geografía física

### Situación
El concejo de Arriba-Atallo está situado en la parte oriental del municipio de Araiz a una altitud de 220 m s. n. m. Su término concejil tiene una superficie de 16,81 km² y limita al norte con el municipio de Gaztelu y Oreja ambos en la provincia de Guipúzcoa y la comunidad autónoma del País Vasco y el de Areso; al este con el concejo de Gorriti en el municipio de Larráun; al sur con el municipio de Betelu y al oeste con los concejos de Uztegui y Azcárate.
|                           | Norte: Guipúzcoa (Gaztelu y Oreja) y Areso |                         |
| Oeste: Uztegui y Azcárate |                                            | Este: Gorriti (Larráun) |
|                           | Sur: Betelu                                |                         |

## Demografía

### Evolución de la población
| Gráfica de evolución demográfica de Arriba-Atallo entre 2000 y 2010 |
|                                                                     |
| Datos según el nomenclátor publicado por el INE.                    |

### Distribución de la población
El concejo se divide en las siguientes entidades de población, según el nomenclátor de población publicado por el INE (Instituto Nacional de Estadística). Los datos de población se refieren a 2014
| Entidad de Población | Población (2014) |
| -------------------- | ---------------- |
| Arriba               | 126              |
| Atallo               | 121              |